# Chica linda
Chica linda es un pasacalle del compositor ecuatoriano Carlos Rubira Infante, popularizada por el cantante Julio Jaramillo. El tema expresa el enamoramiento de un hombre a una mujer que deslumbra por su belleza y es considerada un icono del pentagrama ecuatoriano. Chica linda fue una de las canciones favoritas de Rubira.
La canción fue compuesta en la ciudad de Quevedo, para Pepe Triviño, quien se la dedicaria a novia. 